# Дунагірі
Дунагірі (англ. Dunagiri) — гірська вершина в Гімалаях, в їх західній частині. Лежить на території Індії, в штаті Уттаракханд, в Національному парку Нанда-Деві. Разом з Нанда-Деві Східна (7434 м), Тірсулі (7074 м) i Чангабанг (6864 м) оточують найвищу вершину району — Нанда-Деві (7816 м).
Першу зареєстровану спробу підкорити Дунагірі було зроблено ще в 1883 р., згодом у 1933, 1936 i 1937 pp. спроби тривали, але не приносили успіху.
Перше вдале сходження здійснили швейцарські альпіністи André Roch, F. Steuri i D. Zogg 5 липня 1939 р.

## Ресурси Інтернету
- Dunagiri [Архівовано 27 лютого 2015 у Wayback Machine.]
- http://pza.org.pl/download/taternik/315855.pdf [Архівовано 27 лютого 2015 у Wayback Machine.]

## Виноски
1. ↑  Alpine Journal. — 1886. — No 12. — P. 25-52.
2. ↑  Alpine Journal. — 1934. — Vol. 46. — P. 142–146.
3. ↑  Alpine Journal. — 1937. — Vol. 49, No 254. — P. 27-40.
4. ↑  Himalaian Journal. — 1938. — Vol. 10. — P. 178–181
5. ↑  Himalaian Journal. — 1940. — Vol. 12. — P. 30-51